# Kmal Radji
Pour les articles homonymes, voir Radji.
Kmal Radji est un artiste slameur, chanteur, activiste panafricaniste, entrepreneur et influenceur béninois,. Il fait partie des pionniers du slam au Bénin et demeure le plus titré des slameurs béninois,.
Il est le représentant du mouvement Urgence panafricaniste au Bénin,.

## Biographie

### Débuts
Kmal Radji entame sa carrière artistique par le rap. C'est à travers le groupe qu'il forme à l'époque avec les artistes Jupiter et Wilf Enighma qu'il se lance dans l'industrie musicale. Se faisant connaître du grand public à travers le concours de rap dénommé duel cruel, l’artiste déplorant l’influence américaine sur le style de musique des artistes béninois, il tourne le dos au rap pour se convertir au slam avec un style propre afin de pousser la jeunesse africaine à se prendre en main,.
Faisant du slam depuis 2003, il crée en 2005 avec le slameur en langue fon, Thibault Adotanou, des scènes libres aux mots. En 2007, il met en place le premier festival du slam au Bénin pour donner une occasion aux jeunes de pouvoir à travers l'art du slam, s’exprimer. Dans la même année, il forme avec neuf autres slameurs béninois le collectif 10 bp 229 dans l’optique de faire connaître le slam.
Pour dénoncer le phénomène de l'enfant placé, il sort en 2010, un album de six titres intitulé L’écoute en collaboration avec Thibault Adotanou avec l’aide de l’Union européenne.

### Consécration
En 2011, sur initiative de l’organisme communautaire No limit Génération, Kmal Radji écrit Assume ta jeunesse, un morceau d’éveil et d’engagement de la jeunesse africaine. Après production du clip par l'organisme communautaire no limit génération, Assume ta jeunesse passe sur plusieurs chaînes de télévisions, station radiophonique et réseaux sociaux en Afrique et à l’international pour se hisser au niveau du hit continental. Il est également projeté comme un exercice d’éveil dans plusieurs écoles avec Kmal Radji qui enchaîne avec les interviews, les documentaires, les spectacles, au Togo, au Mali et au Burkina Faso. Et partout où il passe, il laisse des messages d’éveil et d’engagement à la jeunesse africaine pour qu'elle s’assume pour le développement du continent africain,.
En 2012, Kmal Radji devient le sujet principal du film documentaire réalisé par Noellie Houngihin qui s’inscrit dans le cadre du projet britannique GPP (global people project) : Économie sociale et solidaire, la révolution des jeunes Africains.
Le 23 juin 2012 sort Aube nouvelle, son premier album solo à l'Institut français de Cotonou.  Avec cet album, Kmal Radji reçoit le trophée du meilleur album slam de l'année aux urban 229 awards et de meilleur album de musique urbaine au Benin golden award en 2012,.

## Activités parallèles

### Entrepreneuriat
Kmal Radji se définit comme un entrepreneur du développement.  Il devient officiellement ambassadeur du groupe cerco du docteur Alain Capo-Chicho auprès des jeunes à partir du 26 août 2019 à travers son programme « intelligence artificielle » : formation, contrat, emploi. En 2017, son projet bamboo numérik se concrétise en laissant place à une bibliothèque café avec quinze collaborateurs. Selon les dires de Kmal radji, c’est un lieu de formation et de créativité où les jeunes s’échangent des idées qui aboutissent à la création de l’emploi.

### Militantisme, politique et prise de position

#### Bénévolat
Kmal Radji est engagé dans les causes sociales et environnementales. Il est l'ambassadeur de l'organisation non gouvernementale no limit génération. C'est sur l' initiative de cette organisation il sort Assume ta jeunesse en 2011 afin de pouvoir conscientiser la jeunesse africaine sur son éveil et son engagement. Il est par ailleurs le représentant de l'organisation non gouvernementale intervenant dans la lutte pour la libération économique, militaire et culturelle de l’Afrique urgence panafricaniste. l'organisation non gouvernementale est présidée par Kemi Seba.

#### Culture africaine
Après avoir appris le renvoi du photographe Prosper Houéssou dans l’exercice de sa fonction à la cathédrale Notre Dame de Miséricorde de Cotonou par le curé de l'église à cause de ses dreadlocks, Kmal Radji invite tous les frères béninois ou non avec des dreadlocks ou des cheveux exprimant leurs identités africaines à se joindre à lui et venir massivement dans l’église le dimanche 03 avril 2022,. Le dimanche, il se rend effectivement au lieu de culte en prenant l’engagement de toujours se battre pour toute forme de discrimination néocolonialiste.

#### Panafricanisme et politique
Alors que le panafricaniste Kemi Seba est poursuivi à cause d'une plainte de la BCEAO pour altération du signe monétaire après avoir brûlé un billet de France pendant une manifestation au Dakar, Kmal Radji manifeste son soutien total au panafricaniste franco-béninois afin de plaider pour un abandon du franc CFA et la création d'une nouvelle monnaie par les pays qui l'utilisent faisant rapport à un brûlage symbolique de l'esclavage monétaire en Afrique.
Kmal Radji est très proche du régime de Patrice Talon qu'il a soutenu pendant les élections présidentielles,.

## Discographie
Albums studio :
- 2010 : L'écoute[15]
- 2012 : Aube Nouvelle[15]

### En solo
- 2011 : Assume ta jeunesse
- 2012 : Remerciement
- 2012 : Belle Afrique
- 2012 : La dette feat Thomas Sankara
- 2012 : Tout se calcule
- 2012 : Le colonisé
- 2012 : Note d'espoir
- 2012 : Le Binguiste

### En collaboration
- 2010 : Qui nous sauvera ? Kmal Radji (avec gyovanni)
- 2010 : Vidomègon (avec Thibault)
- 2010 : Ma Volonté (avec Thibault)
- 2010 : L'Écoute (avecThibault)
- 2010 : Un budget pour l'enfance (avec Thibault)
- 2010 : L'Impasse (avec Thibault)
- 2012 : N'ba bo na nyin nou dé (avec Thibault)
- 2020 : Akotokouin, (Kemtaan avec Kmal Radji)